# Paśnik pałączasty

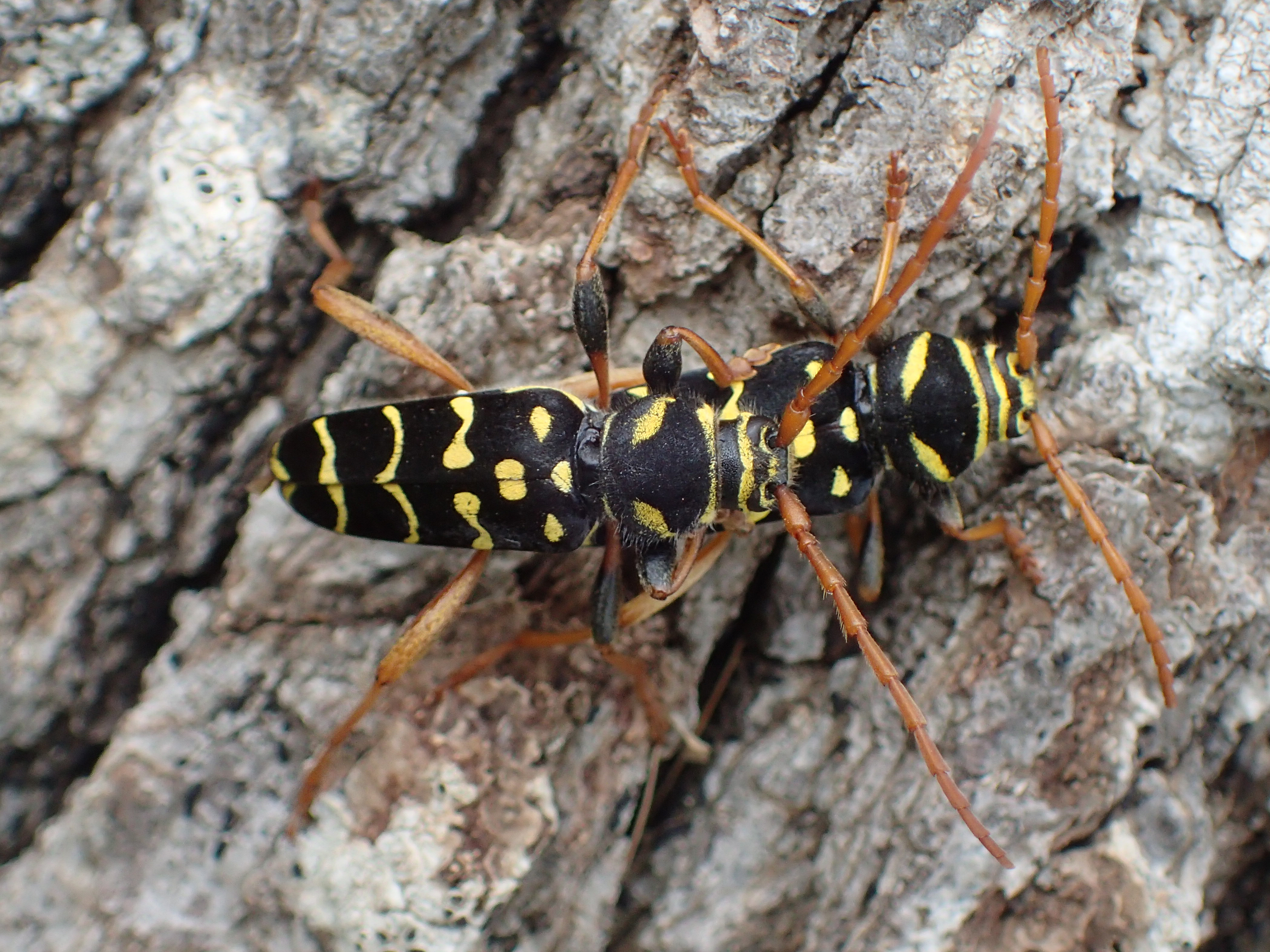
Parka kopulująca na materiale lęgowym

Paśnik pałączasty, biegowiec łucznik (Plagionotus arcuatus) – gatunek chrząszcza z rodziny kózkowatych i podrodziny kózkowych (Cerambycinae).

## Taksonomia
Gatunek ten opisany został w 1758 roku przez Karola Linneusza jako Leptura arcuata. Wyróżnia się w jego obrębie 5 podgatunków:
- Plagionotus arcuatus arcuatus (Linnaeus, 1758)
- Plagionotus arcuatus ghidottii Pesarini & Sabbadini, 2011
- Plagionotus arcuatus kirgizicus Lazarev, 2010
- Plagionotus arcuatus lugubris (Ménétriés, 1832)
- Plagionotus arcuatus multiinterruptus Pic, 1933

## Opis
Chrząszcz o ciele długości od 6 lub 9 do 18 lub 20 mm. Ubarwiony jest czarno z jasnożółtymi przepaskami i plamami różnego kształtu oraz czerwonożółtymi czułkami i odnóżami, który to wzór upodabniają go do osy. Jasnożółta przepaska przy tylnej krawędzi głowy jest wąska, nieprzerwana i pośrodku wygięta w przód. Przedplecze jest kulistawe, silnie wyokrąglone na bokach, poprzeczne i niemal tak szerokie jak pokrywy. Wzór na przedpleczu jest mniej rozległy niż u paśnika niszczyciela. Obejmuje on żółtą krawędź przednią i przepaską poprzeczną przez środek, która jest rozerwana na dwa łukowate paski po bokach. Tarczka jest jasnożółta, zaś nasada pokryw przy niej czarna. Na pokrywach żółte przepaski, z których dwie znajdują się w wierzchołkowej ⅓ ich długości. Dwie początkowe przepaski pokryw są pośrodku przerwane, a pomiędzy nimi leży para żółtych plamek. Wierzchołek pokryw jest zaokrąglony, w przeciwieństwie do p. niszczyciela. Wszystkie uda mają długie i odstające włoski na spodniej stronie, co odróżnia ten gatunek od paśnika ziołowego, u którego takie włoski mają tylko uda przedniej pary. Uda odnóży przedniej i środkowej pary mają brązowe podbarwienie. U samców golenie odnóży tylnej pary są nieco zakrzywione.
Larwa osiąga do 26 mm długości ciała przy przedtułowiu szerokości do 6 mm. Ubarwiona jest cytrynowo. Kształt ciała jest spłaszczony na przedzie, a w tyle wyższy niż szeroki. Głowę cechują: ciemnobrunatna i bruzdkowana warga górna i wystające poza przedni brzeg nadustka czułki. Żuwaczki są na zewnętrznych powierzchniach gładkie, pozbawione żłobień, co odróżnia je od tych u larwy p. niszczyciela. Przód przedplecza jest pomarszczony, dołkowany i ma cztery plamy żółtej barwy. Jego tył zaopatrzony jest w parę półokrągłych, złączonych pośrodku żeberek, pomiędzy którymi oskórek jest wzdłużnie pobrużdżony. Na każdej poduszce ruchowej obecne są: 1 bruzdka podłużna, 2 ukośne i 1–2 poprzeczne.

## Biologia i ekologia
Jest ksylofagiem. Zamieszkuje lasy i zadrzewienia liściaste i mieszane z dużym udziałem dębów, będących jego głównymi roślinami żywicielskimi. Rzadziej opada drewno buków, grabów, jesionów, lip lub wierzb. Wybiera drzewa osłabione lub niedawno obumarłe, stojące lub zwalone. Często opada nieokorowane drewno sągowe. 
Cykl rozwojowy jest zwykle jednoroczny, ale w drewnie przesuszonym wydłużać się może do dwóch lat. Owady dorosłe według różnych źródeł są aktywne od maja do lipca lub sierpnia. Obserwuje się je na roślinach lęgowych, zwłaszcza w dni słoneczne. Samica składa jaja w szczeliny kory. Żerowanie larwy odbywa się najpierw pod korą, drewno naruszając tylko do 3 mm głębokości. Drążony przez nią chodnik jest płaski, ma do 10 mm szerokości i zapełniają go odchody i mączka z kory. Na materiale stojącym przebieg chodnika jest niemal pionowy, natomiast na leżaninie bywa różnorodny. Kolebka poczwarkowa tworzona jest w drugiej połowie lata w drewnie na głębokości 2–4 cm, a prowadzi do niej owalny w przekroju chodnik o średnicy osiągającej 9 mm. Wiosną następuje przepoczwarczenie, przy czym stadium poczwarki trwa około trzech tygodni. Dorosły chrząszczy wygryza się tworem wylotowym o długości 9 i szerokości 6 mm.

## Rozprzestrzenienie
Owad o rozsiedleniu zachodniopalearktycznym. Zasiedla większą część Europy, Ural Południowy, Turcję, Syrię, Kaukaz, Armenię, północy Iran, Turkmenistan, Algierię i Maroko.